# ブラック・ジャック21
『ブラック・ジャック21』（ブラック・ジャック トゥウェンティ ワン）は、手塚治虫の漫画『ブラック・ジャック』を原作とする同名のテレビアニメの続編にあたるテレビアニメ。

## 概要
讀賣テレビ放送・手塚プロダクション制作。讀賣テレビ放送・日本テレビ系列にて2006年4月10日から毎週月曜日19時00分-19時30分の枠で放送開始、2006年9月4日で放送終了。全17話。監督は前作『ブラック・ジャック』から引き続いて手塚眞が担当した。前作と同様にハイビジョンアニメとして製作されている（一部の日本テレビ系列局の地上デジタル放送はデジタルHD放送）。改変時期特番放送のため『ブラック・ジャック』終了（2006年3月6日）から1カ月以上空いてスタートしている。
前作『ブラック・ジャック』は原作同様一話完結のオムニバス形式ストーリーだったが、本作より「謎の組織の陰謀をBJが世界各地を駆け巡り、解き明かす」という内容の、連続性を持たせたシリーズ構成となっている。BJの恩師・本間丈太郎やBJの父・影三に対しては原作と異なる設定が付加されている。また、間母子が巻き込まれた不発弾事故は「21年前」と語られているので物語の開始時期が、前作『ブラック・ジャック』の「Karte：31 20年目の暗示」から1年後ということが明確になっている。
前作『ブラック・ジャック』は月に1巻のペースでavex modeよりDVD化されてきたが、本作は7枚組のDVD-BOXとして発売された。このDVD-BOXには、2006年7月17日に『ブラック・ジャック 秘蔵版スペシャル』として放送されたエピソード2話も収録されている。なお、レンタルDVDの巻数は前作『ブラック・ジャック』および『秘蔵版スペシャル』からの連番になっている（第21巻までが前作、第22巻が『秘蔵版スペシャル』、第23巻以降が本作）。

## 登場人物

### 『ブラック・ジャック』から引き続きの登場人物
ブラック・ジャック（BJ）＝間黒男（はざま くろお）
声 - 大塚明夫（幼少時代：百々麻子）
無免許の天才外科医。父親・影三との再会後、自宅を爆破され九死に一生を得て、自らの出生の秘密を解き明かすため、世界中を巡る。かつて母親・みおと自分を捨てた影三を憎んでいたが、彼の死後、その裏に隠された真実を知って憎しみの念を捨てる。
ピノコ
声 - 水谷優子
BJの唯一の家族であり助手であり自称「おくたん」（奥さん）。
『21-3：悲しみのピノコ』ではBJの計らいで子供のいない佐伯医院の院長家に養子に出されたが、結局は再会し、不満を口にしながらもBJの旅に同行する。BJが初めて全満徳と対談している最中、マイクロフィルムに隠された組織の顧客名簿データを世界中の知り合いに送信する活躍を見せた。終盤のスカイホスピタル内にて、キャンサーハンターにより劇的な進化を遂げたフェニックス病に侵されてしまう。最終回ではBJが見た幻として8頭身の姿で現れ彼を励ます。
写楽（しゃらく）
声 - 佐藤ゆうこ
ピノコの友人。本格的に登場したのは『21-2:BJ父親との再会』、『21-3：悲しみのピノコ』、『21-13：ピノコ、日本へ帰れ!』、最終回の4回のみだが、毎回本編の中に同じ姿の人物が紛れている。これは本編終了後の『写楽をさがせ』のコーナー（後述）でどこにいたかが分かるようになっている。元は『三つ目がとおる』の主人公。
和登（わと）
声 - 小野涼子
写楽の姉。
『21-2：BJ父親との再会』『21-3：悲しみのピノコ』と最終回に登場。同じく『三つ目がとおる』から出演。
マスター
声 - 富田耕生
喫茶店「Tom」のマスター。Tomを開く前はマジシャンをやっていて、電車でスリをしたことがあったが、不慮の事故で指を切り、ブラックジャックに指をつなげてもらった後はスリから足を洗い、喫茶店のマスターになった。
『21-2：BJ父親との再会』『21-3：悲しみのピノコ』と最終回に登場。
本間久美子（ほんま くみこ）
声 - 川瀬晶子
BJの恩師・本間丈太郎の娘。
『21-2：BJ父親との再会』『21-3：悲しみのピノコ』と最終回に登場。
ラルゴ
声 - 石井真
BJの飼い犬。近くにいる人間に迫っている危機を本能的に察知することが出来、『21-2：BJ父親との再会』でもその設定を思わせるような描写がなされていた。
友引警部（ともびきけいぶ）
声 - 内海賢二
警視庁の警部。『21-1：医師免許が返る日』と『21-3：悲しみのピノコ』に登場。『21-1〜』では獅子面病に侵された息子・賢太郎を治す代わりに無罪放免し、医師免許も取らせるとBJに約束したが、日本医師会がそれを許さず、その後無免許で逮捕されたBJを救おうとした。
また『21-3〜』では謎の組織に狙われるBJを守るため、マスターや久美子たちにBJが死んだなどと言い、スパイをごまかした。
ブラッククィーン＝桑田このみ
声 - 松井菜桜子
優秀な女性外科医。当初は手足を切断するような手術も平然と行う冷淡な性格だったがBJとの出会いを機に考えを改めるようになる。『21-5：ロボットの腕』と『21-15：BJ父親の真実』に登場。
『21-5〜』では勉強のためにシュタイン総合病院を訪れ、BJらと再会、自分が受け持つ患者の手術を依頼した。『21-15〜』ではピノコが送ったメールを受け取った後、足を怪我したBJの手術を手伝った。
『21-5〜』ではBJに好意を持っていると思われる描写がされている（原作ではBJがこのみに思いを寄せていたと思われる描写がある）。『ホスピタル』の登場人物の辰巳の代役をつとめた。
手塚医師（てづかいし）
BJの親友で、手塚病院の院長。『21-15：BJ父親の真実』に登場。
声での出演はなく、ピノコが九蛇の顧客リストをメールで世界中に送った際には西川、このみ、ビルらと共にメールを受け取っていた。
本間丈太郎（ほんま じょうたろう）
声 - 阪脩
BJの恩師で、「ノワール・プロジェクト」の一員だった医者。プロジェクトでは移植手術を担当していたが、BOPの実用化を巡り他のメンバーと対立し、プロジェクトを離脱していた。BJの手術の際は旧知のシュタインの勧めで様々な移植手術を行い、彼の命を救った。実は母親・みおに連れられたBJと事故以前に会っている。また生前、BJに宛てて「本間血腫」の詳細と警告を書いた手紙を残していた。
プロジェクトが開発した人工心臓が原因で発生した病気を「本間血腫」と名付け治療に挑んだが、結果的に患者を死なせてしまった。その事でマスコミや医師会から「患者を生体実験にかけた」と非難をされ、責任を取って一線を退いた。それから数十年後、BJと再会するも間もなく老衰で亡くなった。
最終回でBJが見た幻に現れ「医者はあくまで患者が治る手助けをするだけ」と語った。
鯨岡親子
声 - 辻親八、三木眞一郎
漁師の親子。『21-3：悲しみのピノコ』に登場。トリトンに助けられたBJを一時匿った。
トリトン
BJの親友だったシャチ。『21-3：悲しみのピノコ』に登場。自宅を爆破され、海に沈んでいくBJを助けた。
犬持（けんもち）
声 - 中庸介
写楽と和登の父親。『21-13：ピノコ、日本へ帰れ！』に登場。

### 『ブラック・ジャック21』からの登場人物
間みお（はざま みお）
声 - 兵藤まこ（青年時：川瀬晶子）
影三同様、原作では名前が不明だったBJの母親。
30年前、バート病院に勤務していて影三に好意を持っていたが告白できず、影三はあるプロジェクトへの参加を理由に突然去り落ち込んでしまうがキャサリンが倒れた際、影三が人工心臓を持ち戻ってきたため遂に告白、その後日本に帰国し黒男（BJ）を産む。
21年前に黒男を不発弾（実際は、全満徳が仕組んだ爆弾）から庇って重傷を負い影三に捨てられたが、彼が自分の元を去った理由を察していたらしく、黒男（BJ）に影三を許すように言い残して静かに息を引き取った。
彼女のペンダントは元々影三がバート病院勤務時代に彼女に渡すものだったが、彼がノワールプロジェクトに接触したため渡すことができずにいた。影三がプロジェクトから人工心臓を持ち去った後に日本でみおと結婚し、BJが生まれた後の彼女の誕生日にこのペンダントを渡している。渡されたペンダントの中には、影三が設計した人工心臓の設計図が描かれたフィルムが隠されていた。

#### ノワール・プロジェクト関係者
間影三（はざま かげみつ）
声 - 小川真司（青年時：小野大輔）
原作では名前が不明であったBJの父親。
劇中で原作とは扱いが最も違う人物で「ノワール・プロジェクト」でシュタインと共に人工臓器開発を担当した。
30年前、みおや友人のベン・バート、キャサリンと共に働いていたニューヨークのバート病院をプロジェクトへの参加を理由に突然去るが、数か月後、キャサリンが心筋梗塞で倒れた際、プロジェクトからヒュドラ型人工心臓を無断で持ち去り、他言無用を条件に高精度の人工心臓を提供するため再会しみおと結婚、日本に帰国後、彼女との間に黒男（＝BJ）が生まれた。その後全満徳に組織に戻るよう誘われるもそれを断ったが、彼がBJとみおに爆発事故を仕掛けたため2人を守るために組織へ戻り蓮花と結婚、それ以降も全満徳からみおより蓮花を愛していると思い込むよう脅迫され続けたが、亡くなったみおのことは今も愛し続けており、BJのことも彼の身をずっと案じ続けていた。
物語終盤で心不全による危篤状態に陥り、BJは蓮花に手術を依頼するが、蓮花がBJに差し向けた刺客による妨害工作でBJは彼の手術ができず、BJとは和解ができないまま息を引き取ってしまい、影三の遺体はBJが九蛇による銃撃により脚を負傷した際にBJにより引き取られ、体の皮膚の一部は怪我を負ったBJの足にある母の皮膚の横へと移植され、BJの手で葬られた。それによりBJ、みお、影三は数十年ぶりにようやく一緒になることが出来た。
名前の由来は『どろろ』に登場する醍醐景光から来ているものと思われる。また、先妻のみおに関しても『どろろ』の同名の人物から来ているものと思われる。
クロイツェル博士
声 - 菅原淳一（クーマ回想時のみ）
「ノワール・プロジェクト」に参加していた癌治療のスペシャリスト。ノーベル医学賞を受賞した経験もある。北欧の小国のクロイツェル中央病院の院長を務めていたが交通事故で仮死状態となり地下室に隔離されており、他のものにはスイスで療養中と言われている。後にBOPを投与されたことが判明するが、死亡するまでには至っていない（仮死状態のままになっている）。
シュタイン博士
声 - 野島昭生
ドイツのシュタイン総合病院の院長。「ノワール・プロジェクト」で影三と共に人工臓器開発を担当し、「ノワール・プロジェクト」の参加者として満徳の組織から多くのサポートを受けている。かつて本間にBJの手術を勧めた人物でもあるが、その後仲違いしており、現在では本間の事を「クズな藪医者」と評するまでになっているが内心では彼の事を認めていた。九蛇や紅蜥蜴に脅迫されており、プロジェクトの真相を確かめに自身の病院を訪れたBJを門前払いするが、後にイギリスでフェニックス病を発症した際にBJにドクター・ジョルジュの情報を教えて命を落とす。
ドクター・ジョルジュ
声 - 筈見純
元バート病院の医師。11話によると本名はエドワード・T・ジョルジュ。「ノワール・プロジェクト」で薬品開発を担当していた。ドクター・キリコとユリの父親でもあり、BJの両親と親友だったキャサリンやその息子で現バート病院院長のビル・バートとも面識がある。かつてカナダの雪山でBOPウイルスを発見し、電気を発生させる特性を発見し新型人工臓器の内部電源に使用する事を提案した。さらにBОPウイルスに放射線を当て続ける事で人為的に進化させる事で老化を防ぐ新薬を作り出した。しかし、それにより「本間血腫」や「フェニックス病」を生み出すことになった。
5年前にフェニックス病を発病しそれに伴い縦隔気胸になり病院を退職してカナダで療養をしていた。彼のもとを訪れたBJとキリコの手術を受け一時的に回復するもフェニックス病が急激に悪化しキリコに感謝の言葉を述べ亡くなってしまう。
原作にも僅かだが登場しており、アニメ『ヤング ブラック・ジャック』の第6話のラストで若き日のドクター・キリコが所持していたペンダントに彼とユリの写真が入っていた。
ドクター・クーマ
声 - 飯塚昭三
「ノワール・プロジェクト」に本間の助手として臓器移植を担当し、本間の離脱後もBOPの可能性を信じてプロジェクトに残り彼の地位を受け継いだ。プロジェクトの凍結後はアフリカで十分な医療が受けられない現地の人々の治療やレッド・データ・アニマルズを保護するために活動していたが、数年前に現れた全満徳に騙され、フェニックス病がアフリカを始め世界中に発祥する原因を作ってしまい、その事の自責感に苛まれていた。特にフェニックス病の被害が大きかったアフリカの村人たちからは相当な恨みを買っている。
現地で高熱に侵されたBJの治療をした後、彼にプロジェクトやフェニックス病の真相を語るが、直後に黒ヒョウに襲われ重傷を負った。しかし、BJの手術と村人たちの輸血によって助けられ、メンバーの中で唯一一命を取り留めた（生死不明のクロイツェルを除く）。その後、BJ達がフェニックス病に冒された上に隔離されてしまった際、BJがフェニックス病を治療できるようにするよう尽力し、事件解決後は、師である本間丈太郎の名誉回復のため、BJが発見したフェニックス病治療の方法に「本間血清」と名付け、世界中に無料で提供することを発表した。
原作『ブラック・ジャック病』に同名（モハメド・クーマ）で容姿も同じ医師が登場する（B.Jが彼を訪ねた部屋で遺体で発見された女性と結婚している）。アフリカのガボンでブラック・ジャック病（後に未収録話、落下物で放射能汚染されたヤムイモを食していた事が原因である事が判明する）という病気の研究をしていたが、その病気によってクーマも死亡する。

#### 医療組織「九蛇」
全満徳（ぜん まんとく）
声 - 松山政路
本作の黒幕。世界を牛耳るVIP専門医療組織「九蛇」のボス。
かつて不死の研究「ノワール・プロジェクト」を統括した中国の医学博士。中国マフィアを従え、山奥の巨城に居を構える。蓮花の父親、つまりBJの義祖父にあたる。また、プロジェクトを離れた影三を呼び戻す脅しとして21年前の爆発を仕組み、孫である紅蜥蜴を殺し屋に育て上げ、ドクター・クーマを騙しフェニックス病を世界中に蔓延させた張本人でもある。
冷酷で独善的な言動が目立つが、幼少期から多くの死を目の辺りにし、人間の命がいかに脆く儚いものなのかを思い知り「脆弱な人類の挑戦」として永遠の命を求めるようになったことをBJに語っている。BJからは憎まれているが医学博士として行った挑戦自体は認められており、フェニックス病の治療に挑戦するBJに無謀だと忠告した際には、自身が不死に挑戦したことを引き合いに出され、「あんたと同じさ、挑戦するのは嫌いじゃない」と言い返されている。
父親に劣らぬBJの医療技術に目をつけ組織に加わるよう勧誘、その際BJの父親の真実を彼に伝えたが、BJに紅蜥蜴が本当は蓮花の娘であることを話したのを聞いた紅蜥蜴に詰め寄られたうえ、ピノコによって九蛇の顧客名簿を流出させられ失脚の危機に晒された挙げ句、自身もフェニックス病に侵される。
最期はBJを殺そうとする蓮花に立ちはだかるが、彼を庇うようにして額を撃たれ死亡する。
蓮花（れんか）
声 - 高島雅羅
全満徳の娘。「ノワール・プロジェクト」の統括者だった父親の全満徳の計略により影三と結婚、その後紅蜥蜴と小蓮を産んだ。
計略とは言え結婚した影三への愛は本物だったが、その後顔に火傷を負い（原作ではハンセン病）、BJによって顔を整形、当初はその顔に喜んでいたが、かつての影三の妻であるみおの顔だったため影三にみおを忘れさせることができなくなり、また娘の紅蜥蜴を殺し屋に仕立て上げた挙げ句死なせたことで、BJと全満徳に恨みを抱いた。影三が倒れた際にチンピラ達を雇い、彼を手術しようとしたBJを妨害し、BJに全満徳の治療を要求したのは、彼を殺すためであった。また、娘の紅蜥蜴を殺し屋に仕立て上げた全満徳に恨みを抱き、彼を組織から追放し、自分が組織のボスに成り代わろうとしていた。最後はスカイ・ホスピタル内でBJを殺害しようとするが彼の前に立ち塞がった満徳を射殺する事になり自身も瀕死の重傷を負う。BJの手術によって彼女自身も人工心臓を移植されていた事が分かりこのことが切っ掛けでフェニックス病の治療法の発見に繋がり自身も満徳の心臓を移植され一命を取り留める。
紅蜥蜴（べにとかげ）
声 - 冬馬由美
BJの自宅を爆破した犯人で、その後も彼らを追い続けていたことから、BJの命を狙っている殺し屋とされていたが、実は影三と蓮花の娘で、小蓮の実の姉、BJの腹違いの妹にあたっていた。
影三を嫌う全満徳によって2人から引き離され、命令に忠実な殺し屋に育て上げられていたが、最終的には真実を知ってBJの味方になり、彼を守るために玄武が放った銃弾から彼を庇ってBJを「兄さん」と呼び亡くなった（アニメではこの場面で死ぬ役が小蓮から変更されている）。
最終回でBJが見た幻に現れBJに命の大切さを問いBJの「もちろん」という答えに笑みを浮かべた。
戦闘時は銃やライフルの他、チャクラム、対象を切り裂く鞭を使用する。両手を縛られていても脱出の術を見出すなど相当な体術も会得している。
蒼龍（そうりゅう）
声 - 梁田清之
紅蜥蜴の部下。玄武と違い、満徳を退けようとする蓮花と行動していたことから、ボスであれば誰でも従う主義だった模様。
北極に着陸したスカイホスピタルに蓮花と共に侵入し、白拍子を人質にとったが、彼にセキュリティーシステムを起動させられてしまい、侵入者撃退のレーザー機銃で胸を撃たれ死亡した。
玄武（げんぶ）
声 - 黒田崇矢
紅蜥蜴の部下で、全満徳に絶対的な忠誠を誓っている。蓮花が満徳を追放しようとする策略を妨害するため、スカイホスピタルへの侵入を試みたが、セキュリティーシステムが作動し、侵入者撃退のレーザー機銃に攻撃され、機外へ追い出される。
デブン
声 - 宝亀克寿
クロイツェル中央病院の副理事を務める男性。病院の資金運用を任されていたが、裏では大部分を着服していた。自分の息の掛かった者を次期院長にするために病院を訪れたBJにクロイツェルの代役を依頼するが、彼が正体を明かした事で立場が危うくなる。実は満徳の組織と内通していた。
コール
声 - 野田圭一
ヨーロッパの大手医療機器メーカーの取締役。満徳の組織に多額の献金をしていたが、そのことが問題となったため部下の蟻谷に責任を押し付けて自殺に見せかけて殺そうとするが、蟻谷に危うい所を助けられたBJが彼の手術を行い救ったため計画は失敗、部下に命じて口封じを図るもそれを予測したBJが蟻谷の顔を整形して別人にしたために見失ってしまい、最期は満徳によって始末され、彼の死は公には「大金横領の末の自殺」と報じられた。

#### その他
ドクター・ホワイト＝白拍子泰彦（しらびょうし やすひこ）
声 - 森田順平
BJをライバル視するハイテク医療の信奉者で、医療機関を兼ねた飛行機「スカイ・ホスピタル」（SH）を開発した医師。
自分こそ正義という意識が強く無免許の上に法外な治療費を請求するBJを何かと毛嫌いするが、医療の技術に関しては彼の方が上だと不本意ながら認めている。BJ21第1話でピエトロの治療を行った山川博士の代役を務めた。ピエトロの手術失敗による死が、ボッケリーニの怒りを買い、後に医師連盟会長の息子が銃撃される原因となった。
SH内でフェニックス病が蔓延し、BJらと共に感染してしまうが最後は自分の身を挺してスカイホスピタルを操縦し、向かって撃たれた滅菌ミサイルを間一髪でかわす活躍を見せた。
西川史子（にしかわ あやこ）
声 - 長沢美樹
女医で白拍子の同僚。美人であるためピノコにライバル視されている。
SH内でフェニックス病に感染する。
容姿のモデルは医師・タレントの西川史子。
ドクター・キリコ
声 - 速水奨
BJのライバル。ドクター・ジョルジュの息子であり、ユリの兄でもある。
ユリの発言によればかつては父・ジョルジュを尊敬していた。しかし、軍医として戦地に赴いてから性格が変わり、父と互いに避けるようになり決別した。父を救うために最初は手術をしたが手の施しようがないと判断すると父の殺害を決意する。彼の療養地を訪れて射殺しようとしたが、BJに止められて止むなく手術を行うことになる。BJがジョルジュの病気の治療を成功させるも、事前に特製の毒薬を注入したことでジョルジュを死の危機に陥れこれをBJが回復させるが、フェニックス病の症状の急激な悪化によりジョルジュは死亡してしまった。
永遠の命を求めた父と違い「死を受け入れる事が命の尊厳を守る」と信じており、理想ばかりを追い結果的にフェニックス病に罹り自身の理想までも否定する様になった父に怒りを露わにしている。フェニックス病のことも知っていたが、その誕生の経緯やノワールプロジェクトの詳細については知らなかった。
最終回でBJが見た幻に現れ、「自然に死んでいく生き物と、無理に生かされる人間のどちらが正しい?」と問いかけた。
ユリ
声 - 久川綾
ドクター・キリコの妹でカナダの山奥で父であるドクター・ジョルジュを匿う様にして生活している。父の世話をする傍ら自然保護団体に所属しており猟銃を所持している。
キリコの信念を良くは思っていないが、怪我をした動物に対して助かる命なら放って置いても助かると考えるなど兄と似通った考え方をしている。家を訪れたBJをキリコが父を殺しに来たと勘違いして発砲するほど警戒しているが兄妹仲は悪くなく、「本当は優しい人」と語っている。父の死後BJに国境近くの彼の研究室の事を話した。
小蓮（しょうれん）
声 - 桑島法子
影三と蓮花の娘、つまりBJの腹違いの妹。原作にも登場しているが、アニメには『21-15：BJ父親の真実』にしか登場していない。
父親である影三の命よりも彼が持つ莫大な遺産に拘っており、BJが影三に会いに来たのも遺産が目当てなのではないかと考えている。BJが、全満徳から逃げた際に足に銃弾が当たり、影三の遺体を皮膚移植の際に渡してほしいとの連絡を知り、遺体を持ってきたときに自分達の前から二度と姿を現してほしくないと彼に言う。なお、紅蜥蜴の実妹だが、自分に姉がいたことには気づいていない。
原作では真実を知るが、直後兄を庇って銃弾に倒れ、死亡。最期まで兄妹だと名乗りあうことができなかった。
如月めぐみ（きさらぎ めぐみ）
BJの学生時代の恋人。『21－1：医師免許が返る日』の回想シーンに登場している。それによるとBJは病に侵された彼女の手術（原作では子宮がん）を勝手に行い、医師免許を剥奪されたらしい。

### ゲスト
21-1 「医師免許が返る日」
医師会長
声 - 大塚周夫
日本医師会の会長。警察や日本政府の大臣よりも強い権力を持っていると言われ、BJが反抗的な態度を取った事で警察に圧力をかけて彼を逮捕する。ボッケリーニからのBJの釈放要請を再三拒否し、BJの代役として白拍子を派遣するも、白拍子の手術を受けたボッケリーニの孫が死亡したことで彼の怒りを買い、彼の雇ったマフィアによって息子・明夫が瀕死の重傷を負わされてしまう。そしてBJに特別に用意した医師免許を渡し、息子の手術を依頼するも、その医師免許を破られてしまい、条件付き（5億円）で止むを得ずに承諾する。
ボッケリーニ
声 - 大木民夫
イタリアの大富豪。BJの手術のお蔭で一命を取り留めた事があり、BJとは知り合い。先天性の病を患う孫・ピエトロの手術をBJに依頼する為に来日する。しかし医師会長がBJの釈放を拒否した上に、彼の代理として派遣された白拍子の手術を受けた孫が手術後に死亡した（時間を掛けて治さず、一度に完治させたのが原因）。その怒りからマフィアを雇い医師会長の息子を銃撃させる。原作では裏社会からのし上がった設定であるが、本作では普通の大富豪となっている。
21-3 「悲しみのピノコ」
ナイロン
声 - 菅原淳一
九蛇の殺し屋。BJを始末しようと彼を付け狙い、手術中の彼を襲撃するも、ピノコに阻止され、その直後に蒼龍に始末される。
佐伯医師
声 - 島田敏
佐伯夫人
声 - 伊藤美紀
一時的にピノコの養父母となった夫婦。
21-4 「北欧の黒い天使」
スージー
声 - 桃井はるこ
BJとピノコが出会った少女。母親が癌に侵され、父親は愛人と失踪したため、ほとんど一人で生活をしていた。BJの事は「ブラックコーヒー先生」と呼んでおり、BJが彼女と出会った際に負った指の傷から母親の手術を行ったクロイツェル博士がBJの変装であると見抜いた。
スージーの母
声 - 江森浩子
スージーの母親。癌に侵されており、クロイツェル博士の公開手術を受ける予定であったが、クロイツェルに変装したBJの手術によって一命をとりとめる。
副院長
声 - 中田譲治
クロイツェル中央病院の副院長。次期院長の座を狙っているとされており、事故に遭ったクロイツェルが病院に現れた（実際はBJの変装）際には驚いていた。その後クロイツェルをBJの変装と気付かずに副理事のデブンが病院の運営資金を着服していることを告げた。
21-5 「ロボットの腕」
トリトン
声 - 緒方恵美
このみがシュタイン総合病院で担当している患者。天才的なピアノの腕を持つが、ユーイング肉腫を患っている為長時間腕を動かすことが出来ない。身寄りがないが、シュタインが病院の医療技術の高さを売り込むために彼が開発した最新式のロボットアームを取り付ける手術を無償で受ける予定だったが、ピノコの言葉で手術を迷うようになる。そして自らの意思でBJの手術を受け、腕を切断せずに済んだ。
21-7 「百億円 命の約束」
蟻谷
声 - 古川登志夫
大手医療機器メーカーの社員。無実の罪で捕まったBJを助けたことで彼から「もし怪我をしたら助ける」と約束する。上司のコールの命令で彼が満徳の組織に献金する金の運び屋を行っていた。しかし献金が問題となった事で立場が危うくなったコールに罪を着せられ、彼の依頼を受けた者達に線路に突き飛ばされ、瀕死の重症を負ってしまう。しかしBJが手術を行い、同時に顔を整形した事で命を助けられた。その後はBJに組織の危険性とノワールプロジェクトの事を伝えた。
ローゼンバーグ
声 - 秋元羊介
ドイツのローゼンバーグ病院の経営者。BJが蟻谷の手術を行うために病院を100億円で買い取りたいと屋敷を訪れた際に事情を聞き、患者が回復するまでの条件付きで病院を譲るという寛大な対応をした。
21-8 「65年後の目覚め」
モリーン・モーガン
声 - 佐久間レイ
ヒューの姪にあたる女性。ヒューの姉である母の遺言や経済的な問題、80年以上生きた者はいないという彼女の家系の特徴などからヒューの安楽死をドクター・キリコに依頼する。
ヒュー・モーガン
声 - 野田順子
モリーンの叔父にあたる人物。65年前に爆発事故に巻き込まれ、それ以来眠り続けている。実年齢は80歳だが、事故に遭ってから成長が止まっているため、見た目は事故当時の15歳のままである。シュタインが研究対象にしようとしていたが、BJが手術をしたことで意識を取り戻す。しかし直後に老化現象が始まり、老衰により息を引き取った。
21-9 「心臓（ハート）の刻印」
21-10 「紐育（ニューヨーク）の奇跡」
キャサリン・バート
声 - 峰あつ子（若い頃：小野涼子）
ビルの母親で元看護師。BJの両親の影三とみおとは親友であった。息子を妊娠中に心臓発作で倒れるも、影三が満徳の下から持ち出した新型の人工心臓を移植したことで一命をとりとめる。しかし現在は人工心臓の電源に使われたBOPウイルスが原因の本間血腫に侵されていたが、BJが別の人工心臓を再移植したことで再び一命をとりとめる。そしてBJに両親との過去を話した。
ビル・バート
声 - 松本保典
キャサリンの息子でバート病院の院長。まだ若手（BJよりは年上）だが、自ら執刀医として手術を行うこともある為周りのスタッフからの信頼も厚い。病院を訪れたBJにドクター・ジョルジュの所在を教える条件として本間血腫を患う母の治療を依頼する。BJに協力的な姿勢を示した数少ない人物であり、母の治療後はジョルジュの所在を教えた。またピノコが九蛇の顧客リストをメールで世界中に送った際には手塚、このみ、西川らと共にメールを受け取っていた。
21-13 「ピノコ、日本へ帰れ！」
アル
声 - 愛河里花子
ピノコ達が出会った孤児の少年。10年前に両親を亡くした際に双子の弟であるニコと共に生き残ったが、養父母の事情で一人しか引き取れないと知った事でニコを引き取るように懇願し、彼と離ればなれになってしまう。その後は施設で育ち、街を転々としていたが、最近になってニコと再会するも、互いに避け合っていた。重度の肝不全を患っており、症状が悪化して倒れた事でBJの手術を受け、ニコの肝臓を移植したことで一命をとりとめる。その後はニコの養父母の計らいでニコと共に彼の養父母の下で暮らせるようになった。
ニコ
声 - 丸山美紀
アルの双子の弟。かつて両親を亡くした際、息子のヨハンが亡くなった事を妻に話せず、アルの懇願で養父に引き取られたことでアルと離ればなれになってしまった。養父母の手前アルのことを避けていたが、写楽からアルの病気のことを聞き、自らの肝臓を提供する（養母はニコがヨハンでない事に既に気付いていた）。
21-14 「恐怖のフェニックス病」
マリー
声 - かないみか
フェニックス病が蔓延している村の少女。病気の母親をBJとクーマに助けられる。直後にピノコと共に黒ヒョウに襲われるも、クーマに助けられ、彼の輸血に必要な血液を集めるために提供を村人達を説得した。
ジル
声 - 中村千絵
マリーの兄。
21-17 「生命（いのち）の尊厳」
クラーク
声 - 菅原淳一
アメリカ大統領補佐官。

## ノワール・プロジェクトの影響

### プロジェクトの始動
「ノワール・プロジェクト」
30数年前に始まった国際的医療研究プロジェクト。神をも恐れぬ永遠の命を求めるための組織。多くの世界的名医が集められ、その中でも本間、影三、クロイツェル、シュタイン、ジョルジュ、クーマの6名が主要メンバーとなり、さらにその6名を全満徳が統括していた。
「BOP」の発見
その研究過程で、ジョルジュがカナダの雪山で偶然あるウイルスを発見し、研究の末に自ら発電することを突き止めこのウイルスを「ブラッド・オブ・フェニックス（BOP）」と命名、影三が開発した新型人工臓器の内部電源に使用した。さらにジョルジュは放射線を当て進化させる事で細胞に取りつき老化を防ぐ力を持つことが判明しそれを利用することで不老の薬は完成し世界中のVIPを始めクロイツェル博士、シュタイン博士、ドクター・ジョルジュ、最終的に全満徳に至るまでこの薬を投与した。そしてクーマは満徳に騙され、彼の命令通りにアフリカの村で野生動物を使いBOPの研究を開始した。
医療組織「九蛇」
不死身の蛇・ヒュドラの名を持つ裏の医療組織。ノワール・プロジェクトが裏の医療組織としてひそかに存続、政治的な力を強め世界を牛耳るほどの組織となった。本部は中国のマカオ。かつてのプロジェクト統括者・全満徳が権力を握っている。世界のトップ、VIP専門の医療組織であり、彼らを助けるためなら違法な手術を行い時として他者を犠牲にしてでも彼らを助ける。組織の顧客リストの流出により全満徳が失脚、崩壊した。

### 「本間血腫」と「フェニックス病」
BOPによる悪影響
癌などの不純物を磁石のように集める力も併せ持っていたため、移植手術を受けた患者は心臓周辺の血管に血の塊ができる奇病症状を起こし、この病気を本間は「本間血腫」と名づけ、治療に挑んだ。
さらにクーマの実験から1年後、その地の動物や村人たちそしてクロイツェル博士らもが原因不明の病気で次々に倒れ、これがBOPが引き起こす病気「フェニックス病」だったとされている。
「本間血腫」治療への試み
「本間血腫」は原作（『本間血腫』）にも登場しており、ここではBJが人工心臓の故障による病であると確認し、自らが製造した人工心臓を患者に移植し治療しようとしたが挫折した（このエピソードは『21-9：心臓（ハート）の刻印』『21-10：紐育（ニューヨーク）の奇跡』で取り上げられたが、人工心臓は影三が造ったとしており、治療用の人工心臓はBJが外部から取り寄せたものに変更されている。また、手術は成功させている。過去に本間は心臓の臓器移植を試みたが新しい心臓にも血腫が出来て失敗に終わった）。
フェニックス病
進化させたBOPを利用した不老の薬を人間を含む生物に投与した事でBOPのウイルスが進化して引き起こった病気で癌や心筋梗塞、脳梗塞と患者によって全て症状が異なり強い繁殖能力と不死鳥の如く幾度でも再生する特性を持ち本間血腫以上の危険性を持つ。
ウイルスは他と同じく低温では活動が弱まり患者の表面温度を下げれば拡大を抑えれるが温度の下がらない心臓や頭部など体の中心にウイルスが集まってしまう。
フェニックス病の進化
SH内の放射線治療の放射線を吸収した事でさらに成長を促進、進化したBOPウイルスが引き起こした。通常のフェニックス病以上の感染能力を持ち症状が悪化すると体に特殊な痣が出現する。放射線治療を受けた全満徳を通してピノコ、西川へとその場にいた全員に感染した。
「フェニックス病」の治療法
この「フェニックス病」のウイルスは電気極性が、進化する以前のものと後のものでは正反対であることが判明し、これらの交配より、「血清」を作成し、ウイルスそのものを体内から除去し、「フェニックス病」を治癒させることが可能となり、この血清は「本間血腫」に勇敢に立ち向かった本間に敬意を表し、「本間血清」と名付けられることとなった。

## 本編終了後のコーナー
「写楽をさがせ」
毎回本編に紛れている写楽がどのシーンにいたか発表されるコーナー。ちなみに『21-13：ピノコ、日本へ帰れ！』では写楽が本編にメインで登場したため、『ヒョウタンツギをさがせ』に変更された。毎回コーナー終了時に、写楽の「次回も僕を見つけてね！」が決めゼリフ（第16話では、次回が最終回で登場するため、セリフが「また会おうね！」となっていた）。

## スタッフ
- 原作 - 手塚治虫（秋田書店刊）[1]
- 企画 - 諏訪道彦、清水義裕
- 監督 - 手塚眞[1]
- シリーズ構成 - 隅沢克之
- チーフディレクター - 桑原智[1]
- メインキャラクターデザイン - 神村幸子[1]
- プロップデザイン - 中川航
- 美術監督 - 斉藤雅巳、柴田正人[1]
- 撮影監督 - 高橋智弘
- デジタルテクニカルディレクター - 高橋賢太郎
- 編集 - 森田清次
- 音響監督 - 井澤基
- 音楽 - 松本晃彦[1]
- 音楽制作 - avex entertainment
- 医学アドバイザー - 竹下俊隆
- 制作統括 - 小石川伸哉、松谷孝征
- プロデューサー - 斎藤朋之、宇田川純男
- チーフプロデューサー - 諏訪道彦、久保田稔
- アニメーションプロデューサー - 大石光明、大澤宏志
- 制作 - よみうりテレビ、手塚プロダクション[1]

## 主題歌
オープニングテーマ「Destiny -太陽の花-」（21-1〜21-17）
作詞 - 六ツ見純代 / 作曲・編曲 - 柳沢英樹 / オーケストラアレンジ - 曽我大介 / 歌 - 島谷ひとみ
エンディングテーマ
「careless breath」（21-1〜21-8）
作詞 - Kenn Kato / 作曲 - 菊池一仁 / 編曲 - 原田憲 / 歌 - EXILE
- 前シリーズ『ブラック・ジャック』から引き続き使用。

「Silence whispers」（21-9〜21-17）
作詞 - 嶋田幸子 / 作曲・編曲 - 宮永治郎 / 歌 - TRF
- 最終話のみ、映像はこれまでのエピソードのダイジェスト。

最終回挿入歌「月光花 -Black Jack Mix-」
歌 - Janne Da Arc
- 番組テーマ曲で使用された際のクレジットは「月光花」であるが、この挿入歌に対するクレジットはない。Fullではなく、一部をカットして使用されている。

## 各話リスト
- 作画監督が単独名義の場合、キャラクターデザイン兼任

| 各話  | 放送日         | サブタイトル               | 原作                         | シナリオ   | 絵コンテ | 演出     | 作画監督 （キャラクターデザイン） |
| ----- | -------------- | -------------------------- | ---------------------------- | ---------- | -------- | -------- | --------------------------------- |
| 21-1  | 2006年 4月10日 | 医師免許が返る日           | 報復・獅子面病               | 手塚眞     | 手塚眞   | 吉村文宏 | 内田裕                            |
| 21-2  | 4月17日        | BJ父親との再会             | えらばれたマスク             | 隅沢克之   | 桑原智   | 桑原智   | 瀬谷新二                          |
| 21-3  | 4月24日        | 悲しみのピノコ             | ピノコ再び                   | 隅沢克之   | 西田正義 | 西田正義 | 西田正義                          |
| 21-4  | 5月8日         | 北欧の黒い天使             | 身代わり                     | 隅沢克之   | 森田浩光 | 竹内啓雄 | 杉野昭夫                          |
| 21-5  | 5月15日        | ロボットの腕               | ホスピタル                   | 桑原智     | 牧野吉高 | 牧野吉高 | 金子匡邦                          |
| 21-6  | 5月22日        | 空飛ぶ病院                 | 腫瘍狩り                     | 加藤陽一   | 森田浩光 | 鈴木卓夫 | 中川航 （神村幸子）               |
| 21-7  | 5月29日        | 百億円 命の約束            | 助け合い                     | 森田眞由美 | 桑原智   | 吉村文宏 | 片山みゆき                        |
| 21-8  | 6月5日         | 65年後の目覚め             | 浦島太郎                     | 手塚眞     | 桑原智   | 桑原智   | 瀬谷新二                          |
| 21-9  | 6月12日        | 心臓（ハート）の刻印       | 本間血腫                     | 隅沢克之   | 森田浩光 | 竹内啓雄 | 杉野昭夫                          |
| 21-10 | 6月26日        | 紐育（ニューヨーク）の奇跡 | ある老婆の思い出             | 隅沢克之   | 内田裕   | 吉村文宏 | 内田裕                            |
| 21-11 | 7月3日         | 黒い医者の宿命             | 弁があった！                 | 吉村文宏   | 吉村文宏 | 吉村文宏 | 片山みゆき                        |
| 21-12 | 7月10日        | オーロラの彼方に           | 殺しがやってくる             | 竹内啓雄   | 桑原智   | 鈴木卓夫 | 中川航 （神村幸子）               |
| 21-13 | 7月24日        | ピノコ、日本へ帰れ！       | ピノコ愛してる               | 森田眞由美 | 西田正義 | 西田正義 | 西田正義                          |
| 21-14 | 7月31日        | 恐怖のフェニックス病       | ブラック・ジャック病         | 桑原智     | 森田浩光 | 堀内直樹 | 松田芳明 安藤幹彦 （神村幸子）    |
| 21-15 | 8月14日        | BJ父親の真実               | 骨肉                         | 手塚眞     | 手塚眞   | 竹内啓雄 | 杉野昭夫                          |
| 21-16 | 8月28日        | 破滅への挑戦               | きたるべきチャンス・腫瘍狩り | 加藤陽一   | 吉村文宏 | 吉村文宏 | 内田裕                            |
| 21-17 | 9月4日         | 生命（いのち）の尊厳       | 99.9%の水・2人目がいた       | 隅沢克之   | 桑原智   | 吉村文宏 | 片山みゆき                        |

- 5月1日、6月19日、8月7日、21日は『名探偵コナンスペシャル』、7月17日は『ブラック・ジャック 秘蔵版スペシャル』放送の為休止。

## 放送局
| 放送局                         | 放送期間               | 放送日時           |
| ------------------------------ | ---------------------- | ------------------ |
| 読売テレビ・日本テレビ系列28局 | 2006年4月10日 - 9月4日 | 月曜 19:00 - 19:30 |

## 映像ソフト化
2006年12月20日に全話収録のDVD-BOXが発売された。『ブラック・ジャック 秘蔵版スペシャル』として放送されたエピソード2話も収録されている。上記の単巻DVDは発売されていない。

## ネット配信
- YouTubeの「手塚プロダクション公式チャンネル」でネット配信が行われた。

- - 2019年12月12日から第1話のみが常時無料配信されている。
  - 2024年5月8日から全話が、同年8月30日13:59（JST）までの期間限定で無料配信が行われた。